# Історія Тонги

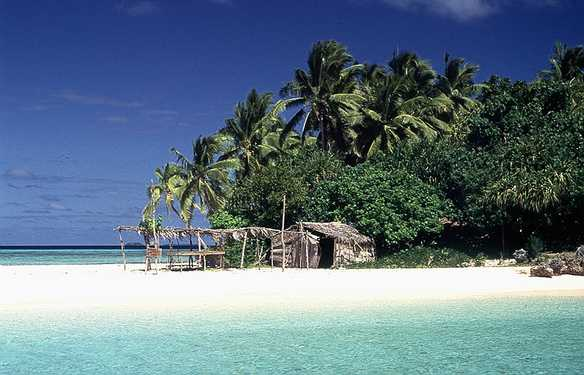
о.Нуку в окрузі Вавау

Тонга — одна з країн Океанії, заселена полінезійцями. Вона відіграла велику роль в історії цього району Землі через те, що тут існувала найбільша держава полінезійців — Тонганська імперія.

## Доєвропейський період
Корінними і першими мешканцями островів Тонги є полінезійці. Вони з'явилися тут близько 2 тис. років до н. е. В 10 ст. у них встановилася спадкова влада вождів туї-тонга, які поширили свою владу на сусідні острови Фіджі, Самоа та інші. Виникла імперія Тонга, що проіснувала до 19 ст.

## Відкриття європейцями

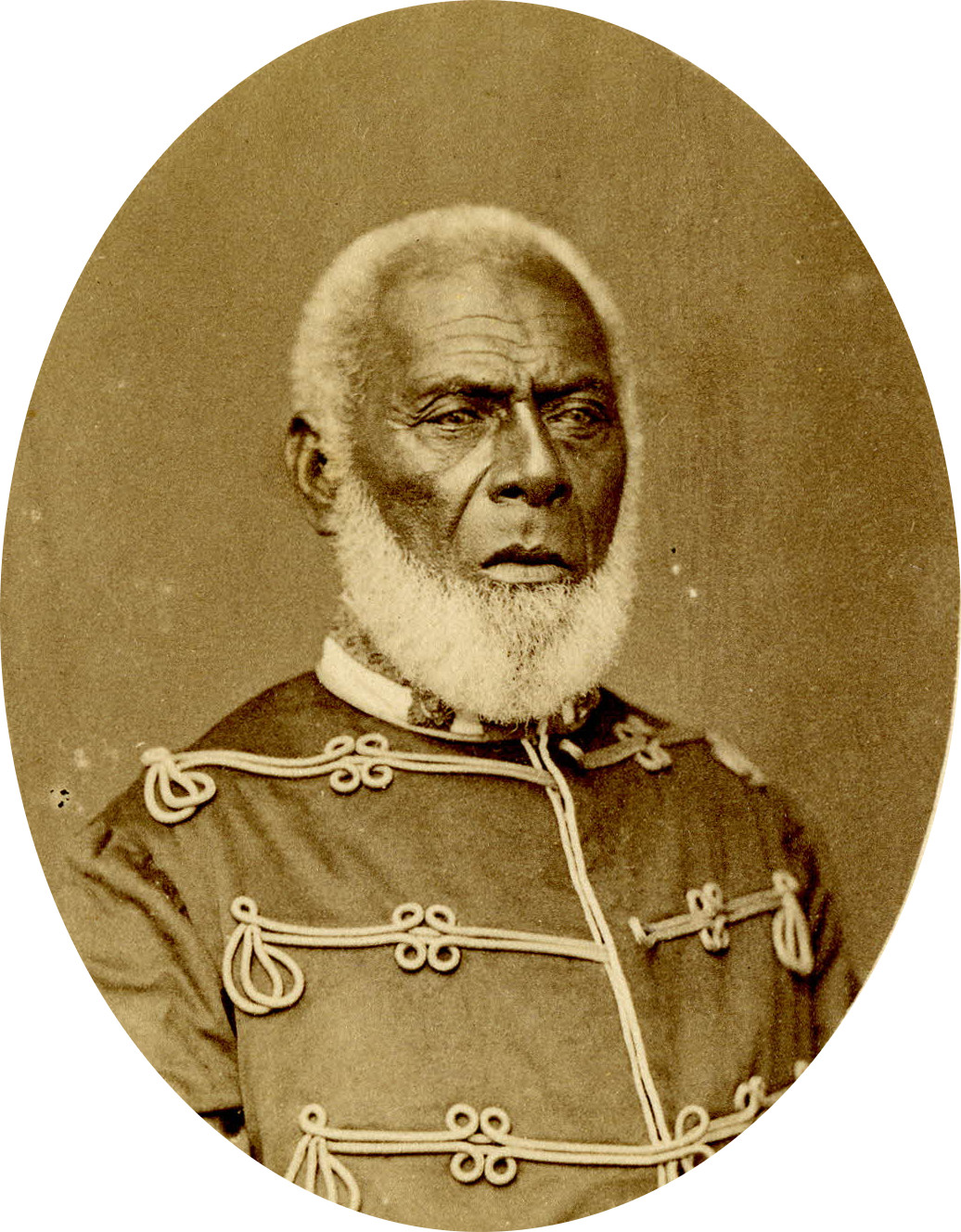
Король Георг Тупоу I. 1880 р.

Першими з європейців на островах побували голландці Віллем Схаутен і Якоб Ле-Мер в 1616 р. Острів Тонгатапу відкрив Абель Тасман 1643. Протягом наступних двох століть кілька мореплавців досягли островів, зокрема британці С.Воллес в 1767 р. і Джеймс Кук в 1773, котрий дав острова назву «Острови Дружби». З 1747 р. на островах з'явилися релігійні місіонери. Остаточно християнство було впроваджене місіонерами — методистами Н.Тернером і Д.Томасом у 1826 р.
До 1845 р. на островах завершилися численні громадянські війни: вождь Тауфагау Тупоу послідовно обійняв владу на своєму рідному о. Гаапаї (1820), о. Вавау (1833) та Тонгатапу (1845). Він зійшов на трон під ім'ям Георга Тупоу I (1845—1893) і створив для країни конституцію (4 листопада 1875 р.), проживши близько 95 років. 18 лютого 1893 його заступив син Георг Тупоу II (1893—1918). Тонга стала нейтральною конституційною монархією 1862 р., що підтвердила Берлінська декларація 1886 р. Європейські держави визнали нейтралітет Тонги: було підписано мирні угоди з Францією (1855), Німеччиною (1876), В.Британією (1881). Але відповідно до англо-німецького договору від 14 листопада 1899 р. Тонга ставала британським протекторатом.

## Британське правління
18 травня 1900 р. король Джордж Тупоу II уклав договір з Великою Британією, за яким його країна ставала самоврядним британським протекторатом. Після його смерті 5 квітня 1918 престол посіла вдова попереднього монарха — королева Салоте Тупоу III (1918—1965). У 1958 р. між Британією і Тонгою було укледено договір про дружбу, за яким внутрішня автономія протекторату розширювалась, але зовнішні відносини залишались прерогативою британського уряду. Королеву Салоте після її смерті 16 грудня 1965 заступив син — король Тауфаагау Тупоу IV (1965—2006). У 1968 р. британський контроль над островами було послаблено, у березні 1970 скасований протекторат.

## Незалежність
4 червня 1970 р. Королівство Тонга проголошена незалежною державою, увійшовши до Британської Співдружності. Тонга — член ООН з 14 вересня 1999 р.